# Мануель Марія Мальяріно
Мануель Марія Мальяріно Ібаргуен (ісп. Manuel María Mallarino Ibargüen; 18 червня 1808 — 6 січня 1872) — колумбійський державний і політичний діяч, віцепрезидент, виконувач обов'язків президента Республіки Нова Гранада в 1855—1857 роках.

## Біографія
Народився 1808 року в Сантьяго-де-Калі. Вивчав право в Університеті провінції Каука, 1831 року здобувши ступінь з юриспруденції. Згодом став членом Сенату.
1846 року президент Томас Сіпріано де Москера призначив Мальяріно на пост міністра зовнішніх відносин. Наприкінці того ж року було підписано договір Мальяріно-Байдлека, відповідно до якого США гарантували захист Панамського перешийку в обмін на особливі права на ньому.
Після того, як 1849 року президентом країни став Хосе Іларіо Лопес, який розпочав упроваджувати в життя ліберальні ідеї, Мануель Мальяріно залишив країну та переїхав до Перу.
22 вересня 1854 року Конгрес, що зібрався в Ібаге, оголосив імпічмент поваленому й ув'язненому президенту Обандо, та формально позбавив його влади, залишивши Хосе де Обальдію виконувати обов'язки президента до завершення терміну його обрання. Громадянська війна завершилась взяттям Боготи 4 грудня 1854 року. 1 квітня наступного року завершився термін обрання Хосе де Обальдії, й Мальяріно було обрано новим віцепрезидентом країни. Оскільки Конституція вимагала, щоб вибори президента й віцепрезидента були рознесені на два роки, то Мальяріно виконував обов'язки президента країни до 1857 року, коли на президентських виборах переміг кандидат від консерваторів Маріано Оспіна Родрігес. 1858 року президент Оспіна вніс зміни до Конституції, відповідно до яких пост віцепрезидента було ліквідовано, а республіку Нова Гранада перетворено на Гранадську конфедерацію. Таким чином, коли Мальяріно 1859 року завершив свій термін на посту віцепрезидента, наступника він уже не мав.
1 квітня 1861 року відповідно до Конституції 1858 року президентом Гранадської конфедерації став генеральний інспектор країни Бартоломе Кальво, який призначив Мальяріно міністром зовнішніх відносин. Однак у країні знову тривала громадянська війна, яку уряд програв, тому Мальяріно пробув на новій посаді лише до 10 липня.
1872 року Мальяріно було висунуто кандидатом на пост президента країни, втім він програв вибори, після чого відійшов від політичного життя.
Помер 1872 року в Боготі.